# الجبهة الغربية (الحرب العالمية الثانية)
الجبهة الغربية للحرب العالمية الثانية مسرح العمليات الأوروبي أثناء الحرب العالمية الثانية والتي شملت الدنمارك والنرويج ولوكسمبورغ وبلجيكا وهولندا وفرنسا وألمانيا الغربية، وتنقسم العمليات على الجبهة الغربية إلى مرحلتين أساسيتين شملتا عمليات قتال برية واسعة النطاق؛ حيث استمرت المرحلة الأولى خلال الفترة ما بين مايو ويونيو 1940 وشهدت اكتساح القوات الألمانية للبلدان المنخفضة وفرنسا علاوة على الحرب الجوية بين ألمانيا وبريطانيا والتي بلغت ذروتها أثناء معركة بريطانيا، في حين بدأت المرحلة الثانية من العمليات البرية في يونيو 1944 بعمليات الإنزال بنورماندي والتي استمرت حتى هزيمة ألمانيا في مايو 1945.
وعلى الرغم من فقدان القوات الألمانية لأغلب قواتها على الجبهة الشرقية إلا أن خسائرها على الجبهة الغربية لا تعوض وذلك لتحويل غالبية الموارد الألمانية لمواجهة الاتحاد السوفيتي على الجبهة الشرقية ومن ثمكانت الخسائر على الجبهة الغربية لا تعوض من قبل القيادة الألمانية، فلم يتم الدفع سوى بتعزيزات قليلة لإيقاف تقدم الحلفاء الغربيين نحو ألمانيا، حتى جائت عمليات الإنزال بنورماندي (والتي بدأ معها المرحلة الثانية من القتال على الجبهة الغربية) لتوجه ضربة موجعة للعسكرية الألمانية وقادتها الذين فزعوا من تكرار الهزيمة الألمانية في الحروب مزدوجة الجبهات كما حدث من قبل خلال الحرب العالمية الأولى.

## 1939-1940: انتصارات دول المحور

### الحرب الزائفة
كانت الحرب الزائفة مرحلة مبكرة من الحرب العالمية الثانية تتحدد ببعض العمليات العسكرية في أوروبا القارية في الأشهر التي أعقبت الغزو الألماني لبولندا وقبل معركة فرنسا. على الرغم من أن القوى العظمى لأوروبا قد أعلنت الحرب على بعضها، لم يكن قد التزم أي من الطرفين بعد بشن هجوم كبير، وكان هناك القليل من القتال نسبيًا على الأرض. كانت هذه أيضًا هي الفترة التي لم تقدم فيها المملكة المتحدة وفرنسا مساعدات كبيرة لبولندا، على الرغم من عهد التحالف معها.
بينما كان معظم الجيش الألماني يقاتل ضد بولندا، كانت هناك قوة ألمانية أصغر بكثير تعمل على خط سيغفريد، وهو خطهم الدفاعي المحصن على طول الحدود الفرنسية. عند خط ماجينو على الجانب الآخر من الحدود، وقفت القوات الفرنسية في مواجهتهم، في حين أنشأت القوات الاستكشافية البريطانية وعناصر أخرى من الجيش الفرنسي خطًا دفاعي على طول الحدود البلجيكية. لم يكن هناك سوى بعض المناوشات المحلية البسيطة. ألقت القوات الجوية الملكية منشورات دعائية على ألمانيا، ووصلت القوات الكندية الأولى إلى شاطئ بريطانيا، بينما كانت أوروبا الغربية في هدوء غريب مدة سبعة أشهر.
في عجلة من أمرهم لإعادة التسلح، بدأت كل من بريطانيا وفرنسا في شراء أعداد كبيرة من الأسلحة من الشركات المصنعة في الولايات المتحدة عند اندلاع الأعمال العدائية، وبذلك يُكملان (يرفدان) إنتاجهما. ساهمت الولايات المتحدة غير المحاربة بخصم على مبيعات المعدات والإمدادات العسكرية للحلفاء الغربيين. أشعلت الجهود الألمانية لمنع التجارة البحرية للحلفاء عبر المحيط الأطلسي معركة الأطلسي.

### إسكندنافيا
في حين ظلت الجبهة الغربية هادئة في أبريل 1940، بدأ القتال بين الحلفاء والألمان بشكل جدي مع الحملة العسكرية على النرويج عندما أطلق الألمان عملية فيزروبونغ، أي الغزو الألماني للدنمارك والنرويج. بالقيام بذلك، سبق الألمان الحلفاء؛ إذ كان الحلفاء يخططون لإنزال برمائي يمكنهم من خلاله محاصرة ألمانيا، وبذلك يقطعون إمداداتها من المواد الأولية من السويد. ولكن عند قيام الحلفاء بإنزال مضاد (عكسي) في النرويج بعد الغزو الألماني، صدهم الألمان وهزموا القوات المسلحة النرويجية، ما دفع ببقايا القوات النرويجية إلى المنفى (لقتال دول المحور من أراضي الحلفاء). ومع ذلك، تكبدت البحرية الألمانية كريغسمارينه خسائر فادحة للغاية خلال الشهرين من القتال للاستيلاء على جميع أراضي النرويج.

### معارك لوكسمبورغ وهولندا وبلجيكا وفرنسا
في مايو 1940، أطلق الألمان معركة فرنسا. سرعان ما انهار الحلفاء الغربيون (وخاصة القوات البرية الفرنسية والبلجيكية والبريطانية) تحت وطأة ما يسمى باستراتيجية «الحرب الخاطفة». هرب غالبية البريطانيين وعناصر من القوات الفرنسية عن طريق دنكيرك. مع انتهاء القتال، بدأ الألمان في التفكير في طرق لحل مسألة كيفية التعامل مع بريطانيا. إذا رفض البريطانيون الموافقة على معاهدة سلام، كان أحد الخيارات هو الغزو. ولكن عانت البحرية الألمانية النازية كريغسمارينه من خسائر فادحة في النرويج، ومن أجل التفكير حتى بعملية إنزال برمائية، كان على سلاح الجو الألماني «لوفتفافه» أن يمتلك أولاً الأفضلية الجوية أو التفوق الجوي.

## 1941-1944 فترة فاصلة
نظرًا لعدم قدرة لوفتفافه على هزيمة سلاح الجو الملكي البريطاني «آر إيه إف» في معركة بريطانيا، لم يعد من الممكن التفكير في غزو بريطانيا العظمى كخيار. في حين حُشد غالبية الجيش الألماني لغزو الاتحاد السوفيتي، بدأ بناء الجدار الأطلسي، وسلسلة من التحصينات الدفاعية على طول الساحل الفرنسي المطل على القناة الإنجليزية. وقد بنيت هذه التحصينات تحسبًا لغزو الحلفاء لفرنسا.
بسبب العقبات اللوجستية الهائلة التي قد يواجهها الغزو عبر القناة، قررت القيادة العليا للحلفاء شن هجوم تدريبي على الساحل الفرنسي. في 19 أغسطس 1942، بدأ الحلفاء «إنزال دييب»، هجوم على مدينة دييب في فرنسا. كان معظم الجنود كنديين، مع بعض الوحدات البريطانية ووجود صغير (محدود) لأمريكا وفرنسا الحرة إلى جانب الدعم البحري البريطاني والبولندي. كان الإنزال كارثة، وتحول ما يقرب من ثلثي القوة المهاجمة إلى ضحايا (خسائر). ولكن تعلموا الكثير من العملية؛ إذ استفاد من هذه الدروس بشكل جيد في الغزو التالي.
على مدار عامين تقريبًا، لم يكن هناك قتال بري على الجبهة الغربية باستثناء غارات الكوماندوز (المغاوير) وأعمال حرب العصابات التي قامت بها المقاومة بمساعدة منظمة تنفيذ العمليات الخاصة «إس أو إي» ومكتب الخدمات الاستراتيجية «أو إس إس». ولكن في غضون ذلك، نقل الحلفاء الحرب إلى ألمانيا، مع حملة قصف استراتيجية للقوات الجوية الأمريكية الثامنة التي قصفت ألمانيا نهارًا وقاذفات سلاح الجو الملكي البريطاني التي قصفت ليلاً. كان جزء كبير من جيوش الحلفاء مشغولًا في البحر الأبيض المتوسط، سعيًا إلى تطهير الممرات البحرية إلى المحيط الهندي والاستيلاء على مجمع فوجيا للطيران.
مُنحت غارتان بريطانيتان مبكرتان شرف المعركة (منح شرف وضع اسم المعركة على علم الوحدة) وهما عملية الطوق في بولوني «24 يونيو 1940» وعملية السفير في غيرنسي «14-15 يوليو 1940». كانت الغارات التي منحت البريطانيين لها شرف المعركة لـ«حملة شمال غرب أوروبا لعام 1942» هي: «عملية بيتينغ» برونيفال «27-28 فبراير 1942»، سان نازير «27-28 مارس 1942»، عملية ميرميدون بايون «5 أبريل 1942»، عملية أبركرومبي هارديلوت «21-22 أبريل 1942»، دييب «19 أغسطس 1942» وعملية فرانكتون جيروند «7-12 ديسمبر 1942».
تعَد الغارة على سارك في ليلة 3/4 أكتوبر 1942 جديرة بالذكر؛ لأنه بعد أيام قليلة من الغارة، أصدر الألمان بيانًا دعائيًا يشير إلى أن سجينًا واحدًا على الأقل قد هرب، وأُطلق الرصاص على اثنين أثناء مقاومتهما لتقييد أيديهما. هذه الحالة لمقاومة ربط الأيدي من قبل السجناء أدت إلى قرار هتلر بإصدار أمر الكوماندو الذي ينص على أن جميع أفراد قوات الكوماندوز (المغاوير) أو الأفراد التابعين للكوماندو الذين أُسروا سيعدمون كعملية إجرائية (مثلما تقتضي الإجراءات).
بحلول صيف عام 1944، عندما أُقر بحرية (صُرح علانية) بتوقع غزو الحلفاء من قبل القادة الألمان، أصبح تصرف القوات التي واجهت هذا الغزو تحت قيادة الجيش الألماني في الغرب «المقر الرئيس في باريس». والذي بدوره قاد ثلاث مجموعات: قيادة فيرماخت الهولندية «بالألمانية فيرماختبيفيلسابر نيدرلاندي» أو «دبليو بي أن»، التي تغطي السواحل الهولندية والبلجيكية ومجموعة الجيش بي، التي تغطي ساحل شمال فرنسا مع الجيش الألماني الخامس عشر «مقر القيادة في توركوان»، في المنطقة الشمالية من نهر السين، والجيش السابع «المقر الرئيس في لو مان»، بين نهر السين ولوار الذي يدافع عن القناة الإنجليزية وساحل المحيط الأطلسي، ومجموعة الجيش جي المسؤولة عن ساحل خليج غاسكونيا (بسكاي) وفرنسا الفيشية، مع جيشها الأول، (المقر الرئيس في بوردو)، المسؤول عن ساحل المحيط الأطلسي بين لوار والحدود الإسبانية والجيش التاسع عشر (المقر الرئيس في أفينيون)، المسؤول عن ساحل المتوسط.
لم يكن من الممكن التنبؤ بالمكان الذي قد يختاره الحلفاء لشن هجومهم. استوجبت احتمالية إنزال برمائي إلى تفريق كبير للاحتياطيات الألمانية المتنقلة، التي تضمنت غالبية قوات دبابات بانزر الخاصة بهم. خُصص احتياطي متنقل لكل مجموعة جيش. كان لدى مجموعة الجيش بي فرقة البانزر الثانية في شمال فرنسا، والفرقة 116 بانزر في منطقة باريس، والفرقة 21 بانزر في نورماندي. قامت مجموعة الجيش جي، مع احتمال إمكانية حدوث غزو من جهة ساحل المحيط الأطلسي، بتفريق احتياطاتها المتنقلة، حيث حددت موقع فرقة بانزر الحادية عشرة في جرندة، وأعادت انتشار الفرقة إس إس 17 بانزرجرينادير غوتز فون بيرليتشينغن حول مدينة مونتوبان جنوب فرنسا، وفرقة بانزر التاسعة تتموضع في منطقة دلتا رون.

## الملاحظات
1. ↑  بلغت الخسائر الألمانية خلال السنوات الأولى من المعارك على الجبهة الغربية 43,110 قتيل أو مفقود و111,640 جريح بينما لم ترد أية معلومات مؤكدة عن وقوع أفراد من القوات الألمانية في الأسر، بينما بلغت الخسائر الإيطالية 1,250 قتيل أو مفقود و4,780 جريح كما لم تتوافر معلومات عن وقوع أفراد من القوات الإيطالية في الأسر.[2]
2. ↑  بلغ لإجمالي الخسائر الألمانية 157,621 نفس بشرية (منهم 27,074 قتيل (في حين تقدر الحصيلة النهائية لعدد القتلى في صفوف القوات الألمانية بنحو 49,000 قتيل بما في لك الخسائر البشرية في صفوف سلاح البحرية والضحايا الأخرين نتيجة أسباب غير قتالية والقتلى المتأثرين بجراحهم علاوة على المفقودين الذين تأكد موتهم،[3] ومع ذلك لم تستخدم الأرقام السابقة أثناء إحصاء أعداد القتلى نتيجة العمليات العسكرية) و111,034 جريح و18,384 مفقود[3][4][5] علاوة على 1,129 فرد من أطقم الطيران الذين لقوا حتفهم)،[6] من ناحية أخرى بلغت الخسائر الإيطالية 6,029 نفس بشرية (منهم 1,247 قتيل أو مفقود و2,631 جريح و2,151 تم نقلهم إلى المستشفيات الميدانية لتعرضهم للصقيع خلال مشاركة القوات الإيطالية في العمليات العسكرية بجبال الألب الفرنسية حيث تنخفض درجات الحرارة لتحت الصفر طوال العام تفريبا بما في ذلك فصل الصيف.)
3. ↑  بلغ حجم الخسائر الألمانية في الفترة ما بين 10 يونيه 1941 وحتى 10 إبريل 1945 80,820 قتيل و490,260 مفقود و265,526 جريح في صفوف الجيش وحده وعلى الجبهة الغربية فقط.[7]
4. ↑  بلغ إجمالي الخسائر الألمانية في الأفراد فيما بين سبتمبر 1939 و31 ديسمبر 1944 في صفوف الجيش والوحدة الوقائية والمتطوعين الأجانب نحو 128,030 قتيل و399,860 جريح و7,614,790 أسير (من ضمنهم 3,404,950 نُزع سلاحهم بعد استسلام ألمانيا)[7]
5. ↑  لم يورد جون إيليس في كتابه أية معلومات عن الخسائر البشرية الدنماركية في الوقت الذي قُدرت فيه الخسائر النرويجية بنحو 2,000 قتيل أو مفقود ولم يورد معلومات عن أعداد الجرحى أو الأسرى، كما قُدرت الخسائر الهولندية بنحو 2,890 قتيل أو مفقود و6,900 جريح دون أية تفاصيل عن عدد أسرى، في حين بلغت الخسائر البلجيكية 7,500 قتيل أو مفقود و15,850 جريح و200,000 أسير، بينما ارتفعت الخسائر الفرنسية لتصل إلى 120,000 قتيل أو مفقود و250,000 جريح و1,450,000 أسير، هذا بخلاف الخسائر البريطانية والتي بلغت نحة 11,010 قتيل أو مفقود و14,070 جريح (حيث تم إحصاء هؤلاء الذين تم إخلائهم من مناطق القصف) علاوة على 41,340 أسير.[8]
ليبلغ إجمالي الخسائر البشرية لعام 1940 2,121,560 بحسب تقديرات إيليس في كتابه
6. ↑  360,000 قتيل أو جريح و1,190,000 أسير[9]
7. ↑  مثّلت الخسائر الأمريكية الجزء الأكبر من خسائر الحلفاء الغربيين والتي بلغت 109,820 قتيل أو مفقود و365,660 جريح و56,630 أسير، من ناحيتها بلغت الخسائر البريطانية 30,280 قتيل أو مفقود و98,670 جريح و14,700 أسير، كما فقدت كندا 10,740 قتيل أو مفقود و30,910 جريح و2,250 أسير، في مقابل فرنسا التي تكبدت 12,590 قتيل أو مفقود و49,510 جريح و4,730 أسير، في حين بلغت الخسائر البولندية على الجبهة الغربية 1,160 قتيل أو مفقود و3,840 جريح و370 أسير.[7]
ليصل إجمالي خسائر الحلفاء الغربيين إلى 783,860 نفس بشرية بحسب تقديرات إيليس في كتابه.
8. ↑  بلغت التعزيزات الألمانية على الجبهة الغربية (بما في ذلك التعزيزات الألمانية في شمال أفريقيا وإيطاليا) حوالي 40% من القوات البرية و75% من قوة اللوفتڤافّه، وخلال عام 1944 تواجدت أكثر من 69 فرقة ألمانية في فرنسا و19 أخرى في إيطاليا (تم استخدام أعداد تقريبية للتغيير الدائم في تعداد القوات سواء بسبب تنقل الأفراد بين الوحدات أو وفود أعداد جديدة لأداء الخدمة)،[10] ووفقا لتقرير ديفيد غلانتز المتاح على الرابط التالي، حيث دفعت قوات المحور بأكثر من 2.3 مليون فرد من بينهم 60% من قوام الفيرماخت وجميع ما تبقى من قوات لدى حلفائها في مواجهة الجيش الأحمر في يناير 1945 وذلك لتأمين الممتلكات التي نجحت في الإبقاء عليها خلال حملة الشتاء مما كبدها خسائر قُدرت بنحو 510,000 فرد في الشرق مقابل 325,000 على الجبهة الغربية، وبحلول إبريل 1945 اصتدم 1,960,000 جندي ألماني بأكثر من 6.4 مليون جندي من الجيش الأحمر خلال معارك عديدة على مشارف برلين وتشيكوسلوفاكيا والعديد من الجيوب المتفرقة الأخرى في الشرق في الوقت الذي اشتبك فيه قرابة 4 ملايين جندي من قوات الحلفاء مع أقل من مليون جندي من الفيرماخت في ألمانيا الغربية، وبحلول مايو 1945 وافق الاتحاد السوفيتي على استسلام أكثر من 1.5 مليون جندي ألماني في حين جاء أقل من مليون أخرين أسعد حظا باستسلامهم للقوات البريطانية والأمريكية بخلاف بعض الجنود الألمان الذين تمكنوا من الهرب غربا للفرار من قبضة الجيش الأحمر.

## وصلات خارجية
- موقع militaryhistoryonline.com والمخصص للجبهة الغربية للحرب العالمية الثانية
- أوضاع اليهود في غرب أوروبا خلال السنوات الأولى من الحرب العالمية الثانية من موقع ياد فاشيم